# رویدادنامه خوزستان
رویدادنامه‌ی خوزستان یک رویدادنامه‌ی مسیحی نسطوری از نویسنده‌ای ناشناس است. این رویدادنامه به سریانی نوشته‌ شده و دوره حکومت شاهان ساسانی از هرمز چهارم(۵۷۹ تا ۵۹۰) تا زمان حمله اعراب به ایران(در ۶۵۲) را در بر می‌گیرد. این رویدادنامه توسط شرق‌شناس ایتالیایی ایگنازیو گوئیدی (۱۸۴۴–۱۹۳۵) کشف شد؛ زین روی آن را رویدادنامهٔ گوئیدی نیز می‌خوانند. برخی گمان می‌کنند که بخشی از کتاب تاریخیِ از دست رفته‌ی الیاس مروی است. این رویدادنامه یک منبع مهم برای مطالعه فتوحات مسلمانان است.
از آنجایی که برخی جزئیات جغرافیایی نشان می‌دهند که این رویدادنامه در خوزستان نوشته‌ شده، نام رویدادنامه‌ی خوزستان به آن اطلاق شده‌است.
رویدادنامه، خود را به‌عنوان «بخش‌های کلیسایی(Ecclesiastica؛ واژه‌ای که در کاربردهای خاصی به‌کار می‌رود؛ منظورش این است که به تاریخ‌های کلیسا پرداخته) و جهانی(یعنی تاریخ‌های ناکلیسایی و غیردینی)، از مرگ هرمزد، پسر خسرو تا پایان پادشاهی ایران» توصیف می‌کند. بخش اول طرحی گاه‌شماری از تاریخ ساسانیان و نسطوریان است؛ از دوران سلطنت فرمانروایان ساسانی، هرمز چهارم تا یزدگرد سوم (۶۳۲ تا ۶۵۲) و ایلخانان نسطوری تا مرمه (۶۴۶ تا ۶۴۹). بخش دوم این اثر روایتی است از تغییر دین برخی از ترکان توسط الیاس مروی. بخش سوم فهرستی از شهرهایی است که توسط سلوکوس اول و فرمانروایان افسانه‌ای سمیرامیس و نینوس تأسیس شده‌اند و قسمت چهارم، خلاصه‌ای از جغرافیای عربستان است. بین بخش سوم و چهارم، ادامه مختصری از قسمت اول وجود دارد که جزئیات سقوط شوش و شوشتر به دست اعراب را نشان می‌دهد.
آخرین رویداد تاریخ‌دار نوشته‌شده در رویدادنامه، در سال ۶۵۲ رخ داده‌است؛ پس رویدادنامه باید حداکثر تا دهه ۶۶۰ نوشته شده باشد. در حال حاضر ناقص است و بخش‌های آغازینَش از دست‌رفته. با وجود ارجاع به منابع مکتوب، روشن است که رویدادنگار، بسیار به گزارش‌های شفاهی تکیه کرده‌است؛ او بارها از عباراتی مانند «آورده‌اند» یا «گفته‌شده‌است» و مانندشان استفاده کرده‌است.